# 明堂 (風水)

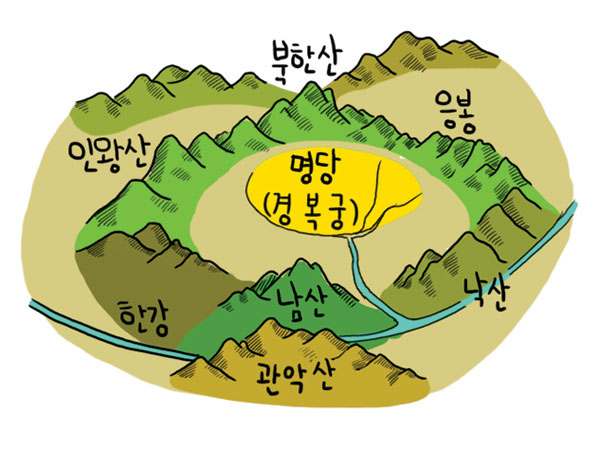
漢陽の明堂立地。北に主山である北漢山（북한산）、東に鷹峰（응봉）と駱山（낙산）、西に仁王山（인왕산）、南に南山（남산）さらに漢江（한강）を挟んで対岸に冠岳山（관악산）と四方を囲まれた中央の明堂（명당）に、漢陽（한양）が位置している。

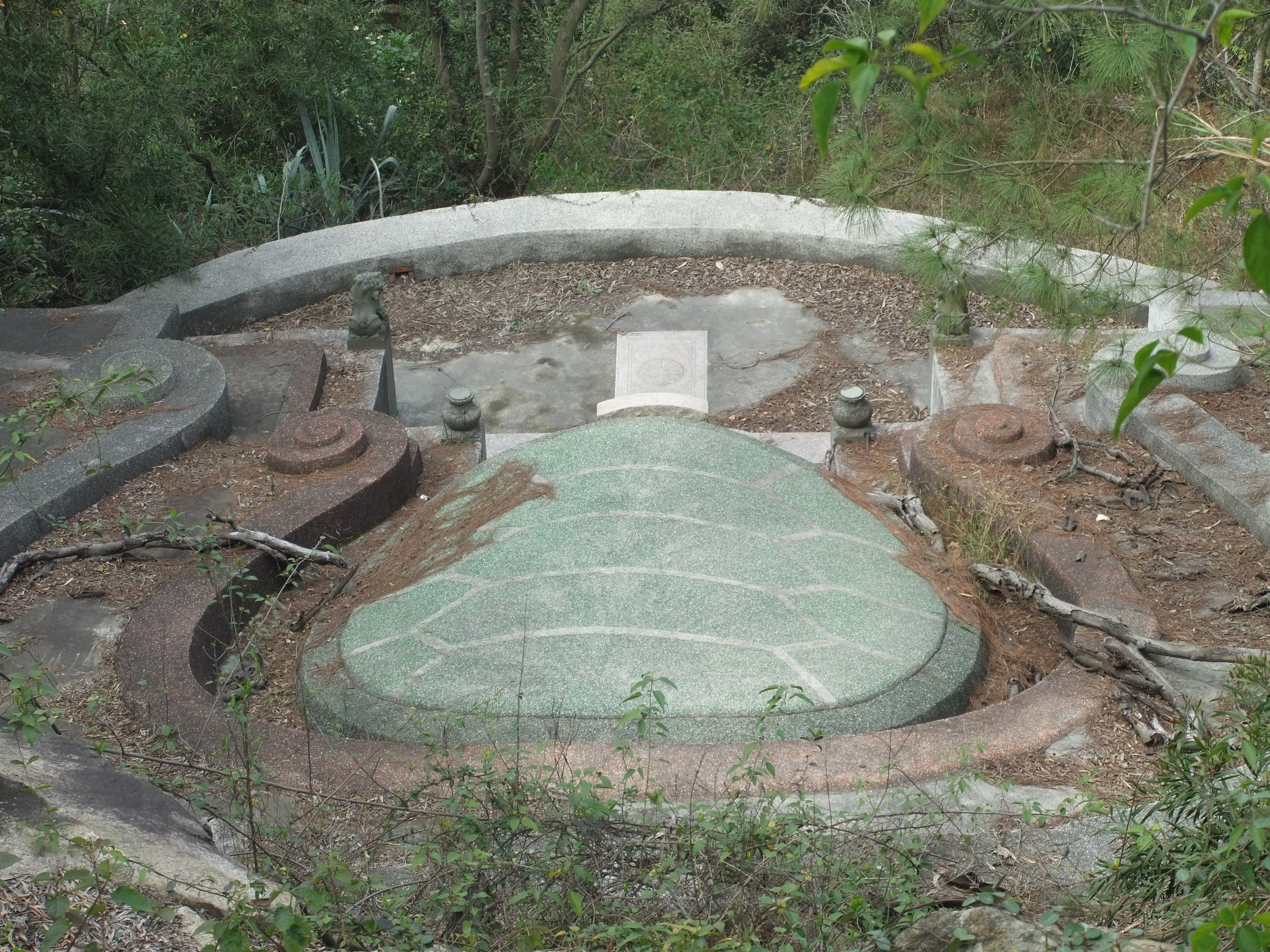
福建省南部の伝統的な亀甲墓では、三方向の「有害な風」から墓を保護するオメガ（Ω）状の脊梁状の壁に囲まれている。

明堂（めいどう、みんどう、朝鮮語読み：ミョンダン、명당）は、「明るい家」という意味で、風水地理上の好ましい立地のこと。風水地理思想では、ここに家を建てたり、墓を設けると良いことが起こり、子孫まで福を享受できると考える。吉地（キッチ、길지）ともいう。
風水では、大地を流れる一種のエネルギーとしての「気」が、山の起伏に沿って流れ、川などによって留められることで、「気」が好ましい形で集散する場所ができると考え、そのようなところを「藏風得水」（「風を治め、水を得る」といった意）と形容し、明堂と称する。明堂の要件である藏風得水となるには、背山臨水の地形が適格であった。
風水では、気の溢れ出る穴（龍穴）とその前に広がる明堂を囲む形で、南北軸では、北側に主山、さらにその先に祖宗山があり（ないしは、近くに坐山、遠くに主山があり）、南側には山々から流れる川を挟んで案山、さらに南に川を挟んで朝山があり、明堂から南面した際に左手になる東側には内青龍、その外側には外青龍の山並みが連なり、右手になる西側には、内白虎、外白虎が位置する配置を理想的な地形と見る。
明堂とされる場所は、さらに細かい地形などから、臥龍形、鳳凰形、仙人舞袖形、将軍大坐形、等々のさまざまなおめでたい言葉で形容され、例えば釜山は白鯨帰浦形の明堂などと表現される。
古くから限られた名堂地域を占めるために、山訟（墓所を巡る訴訟）などの問題が生じた。

## 説話における明堂
朝鮮の説話の中には、旅の乞食僧を助けた者が、その返礼に明堂の場所を教えてもらう、という内容のものがいくつかあり、『五山説林』、『青邱野談』や、パンソリ『朴打令』などに、同様のモチーフをもつ話が含まれている。

## 現代（20世紀以降）における展開
全斗煥政権下の1987年に開館した、大韓民国の独立記念館は、忠清南道天安市（かつての天原郡木川面黒城山）の明堂とされる場所に立地しており、建物の配置なども含め、風水建築として著名である。
大韓民国の新興宗教である甑山教では、全羅北道金堤郡の母岳山を世界の中心とみなす思想をもっているが、一部ではさらにそれを拡張して、日本列島は内青龍、中国からインドシナ半島にかけてが内白虎、南北アメリカ大陸が外青龍、西アジアからアフリカ大陸にかけてが外白虎、オーストラリアが案山に見立て、韓半島（朝鮮半島）こそ「世界の明堂」であると論じている。